# مسلكة شعرية الذيل
المسلكة الشعرية الذيل أو المسلكة الشعرية الرأس أو الدودة السوطية أو شعرية الذيل الدقيقة أو السوطاء أو تريكو كفالس تريكيورس (بالإنجليزية: Trichuris Trichiura)‏ من أنواع الديدان الطفيلية، وقد سميت بهذا الاسم لشبهها بالسوط طولها من 4 - 5 سم نصفها دقيق (سمكه جزء من المليمتر) وفيه الرأس ونصفها الآخر ثخين نوعا ما (سمكه يزيد قليلا عن المليمتر) وفيه الذيل، وتنتقل مع الطعام والشراب الملوثين بين براز المصابين مع العلم بأن البيوض تحتاج إلى ما لا يقل عن عشرة أيام خارج الجسم لتتطور إلى أجنة ولا تفقس إلا في داخل الأمعاء كما هو الحال في دودة الصَفَر, ويتم تطورها في أول الأمعاء الغليظة، وتحتاج إلى نحو مئة يوم بين دخول البيضة الجنين إلى الأمعاء عن طريق الغذاء إلى إفراز البيوض في البراز من جديد.

## أعراضها
- ألم في الربع الأسفل الأيمن من البطن.
- إسهال عائد أو تبرز محتو آثار دم متجمد.
- نحول وفقر بالدم.

## وسائل الوقاية
غسل اليدين بعد قضاء الحاجة وقبل تناول الوجبات، ورقابة المواد الغذائية وباعتها، وغسل ما لا يطبخ من الأغذية جيدا قبل تناوله.